# Ćela

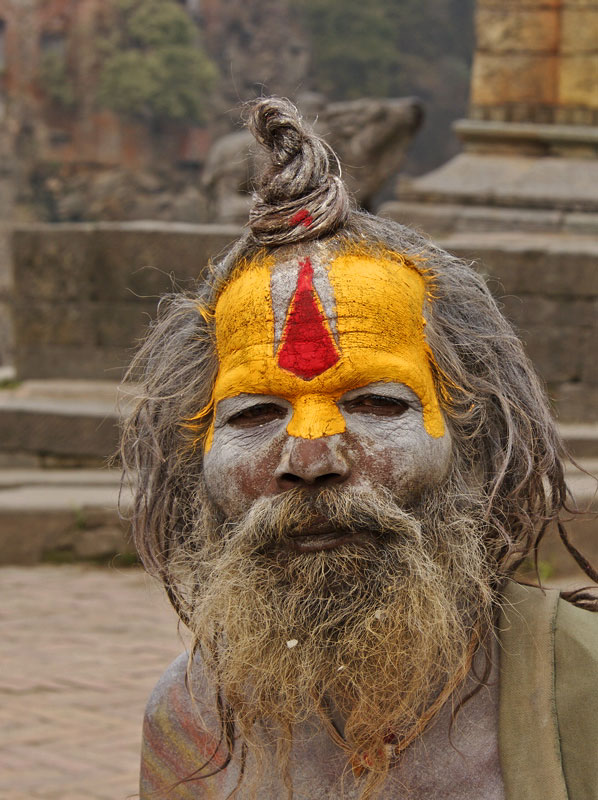
Sadhu z tradycji Naga Akhada – (Świątynia Paśupatinath w Katmandu)

Ćela („uczeń”, „sługa”) – w sanskrycie adept wiernie uczący się od swojego mistrza. Status ćela wymaga pełnego zaufania jakim zarówno uczeń obdarza mistrza, jak i mistrz ucznia. Należy podkreślić, że ćela oznacza dużo więcej niźli pojęcie ucznia w ezoteryce zachodniej. Ćela to uczeń-służebnik zaangażowany trójpłaszczyznowo: poprzez naukę, praktykę duchową oraz służbę oddania dla guru i jego aśramu. Tradycyjnie powiada się, że mistrzowie jogi czy tantry miewają wielu zwolenników czy sympatyków, ale uczniami w sensie ćela bywają tylko nieliczni.